# David Koepp
David Koepp (Pewaukee, 9 de junho de 1963) é um roteirista e diretor de cinema estadunidense. Koepp é o nono roteirista mais bem sucedido de todos os tempos em termos de bilheteria nos Estados Unidos, com um ganho total de 2,3 bilhões de dólares.

## Filmografia

### Como roteirista
- Apartment Zero
- Bad Influence
- I Come in Peace
- Toy Soldiers
- Death Becomes Her
- Jurassic Park
- Carlito's Way
- The Paper
- The Shadow
- Suspicious
- Mission: Impossible
- The Trigger Effect
- Men in Black
- The Lost World: Jurassic Park
- Snake Eyes
- Stir of Echoes
- Panic Room
- Spider-Man
- Secret Window
- Zathura: A Space Adventure
- War of the Worlds
- Indiana Jones e o Reino da Caveira de Cristal
- Ghost Town (com John Kamps)
- Sins of the Round Table
- Angels & Demons
- The Taking of Pelham 1 2 3
- Premium Rush (com John Kamps)
- Men in Black III
- The Huntsman: Winter's War
- Inferno
- Jurassic World Rebirth
- Presence

### Como diretor
- Suspicious
- The Trigger Effect
- Stir of Echoes
- Suspense (TV)
- Secret Window
- Ghost Town
- Premium Rush